# Ski-Orientierungslauf-Weltmeisterschaften 1986
Die 6. Ski-Orientierungslauf-Weltmeisterschaften fanden vom 19. Februar bis 24. Februar 1986 in Batak, Bulgarien statt.
Bulgarien war damit nach 1977 (Welingrad) zum zweiten Mal Austragungsort einer Ski-Orientierungslauf-Weltmeisterschaft.

## Herren

### Einzel
| Platz | Land | Athlet              | Zeit      |
| ----- | ---- | ------------------- | --------- |
| 1     | SWE  | Claes Berglund      | 1:35:18 h |
| 2     | FIN  | Anssi Juutilainen   | 1:36:41 h |
| 3     | FIN  | Hannu Koponen       | 1:36:51 h |
| 4     | FIN  | Veli-Matti Pellinen | 1:37:10 h |
| 5     | SWE  | Stefan Larsson      | 1:37:37 h |
| 6     | NOR  | Vidar Benjaminsen   | 1:38:05 h |

Titelverteidiger:  Anssi Juutilainen

Länge: 19,1 km

Höhenmeter: 485 

Posten: 8

Teilnehmer: 69

### Staffel
| Platz | Land | Athleten                                                          | Zeit      |
| ----- | ---- | ----------------------------------------------------------------- | --------- |
| 1     | NOR  | Sigurd Dæhli Lars Lystad Audun Knutsen Vidar Benjaminsen          | 4:00:58 h |
| 2     | BUL  | Georgi Hadschimitew Krum Sergijew Lubomir Dejanow Ignat Orlow     | 4:16:06 h |
| 3     | FIN  | Hannu Koponen Veli-Matti Pellinen Mikko Kosonen Anssi Juutilainen | 4:19:05 h |

Titelverteidiger:  Stefan Larsson, Ove Boström, Jan-Erik Thorn, Claes Berglund

Teilnehmer: 13 Staffeln

## Damen

### Einzel
| Platz | Land | Athlet                | Zeit      |
| ----- | ---- | --------------------- | --------- |
| 1     | NOR  | Ragnhild Bratberg     | 1:13:59 h |
| 2     | SWE  | Arja Hannus           | 1:18:02 h |
| 3     | FIN  | Virpi Juutilainen     | 1:18:19 h |
| 4     | BUL  | Pepa Miluschewa       | 1:19:16 h |
| 5     | SWE  | Annika Zell           | 1:22:08 h |
| 6     | BUL  | Dimitrenka Schristowa | 1:23:27 h |

Titelverteidigerin:  Mirja Puhakka

Länge: 12,6 km

Höhenmeter: 275 

Posten: 5

Teilnehmerinnen: 45

### Staffel
| Platz | Land | Athleten                                               | Zeit      |
| ----- | ---- | ------------------------------------------------------ | --------- |
| 1     | NOR  | Toril Hallan Ellen Sofie Olsvik Ragnhild Bratberg      | 3:02:43 h |
| 2     | SWE  | Ulla Klingström Annika Zell Arja Hannus                | 3:03:25 h |
| 3     | BUL  | Marinella Orlowa Dimitrenka Schristowa Pepa Miluschewa | ?         |

Titelverteidiger:  Marie Gustafsson, Ann Larsson, Lena Isaksson

Teilnehmer: 10 Staffeln

## Medaillenspiegel
| Platz | Land      | Gold | Silber | Bronze | Gesamt |
| ----- | --------- | ---- | ------ | ------ | ------ |
| 1     | Norwegen  | 3    | -      | -      | 3      |
| 2     | Schweden  | 1    | 2      | -      | 3      |
| 3     | Finnland  | -    | 1      | 3      | 4      |
| 4     | Bulgarien | -    | 1      | 1      | 2      |